# VM i bandy 1999
Verdensmesterskabet i bandy 1999 var det 21. VM i bandy gennem tiden, og mesterskabet blev arrangeret af Federation of International Bandy. Mesterskabet havde deltagelse af seks hold og kampene blev spillet i Arkhangelsk i Rusland i perioden 30. januar – 7. februar 1999.
Mesterskabet blev vundet af værtslandet Rusland efter finalesejr over Finland på 5-0. Det var Ruslands første VM-titel, hvis man ikke medregner de 14 VM-titler, som Sovjetunionen vandt. Bronzemedaljerne gik til de forsvarende verdensmestre fra Sverige, som besejrede Norge med 9-1 i bronzekampen.

## Resultater
De seks hold spillede først en indledende runde alle-mod-alle. Sejre gav 2 point, uafgjorte 1 point, mens nederlag gav 0 point. De fire bedste hold kvalificerede sig til semifinalerne, hvor nr. 1 mødte nr. 4 og nr. 2 spillede mod nr. 3. Nr. 5 og 6 spillede placeringskamp om 5.-pladsen.

### Indledende runde
| Plac. | Hold       | Kampe | + Mål − | Point |
| ----- | ---------- | ----- | ------- | ----- |
| 1.    | Rusland    | 5     | 34-70   | 9     |
| 2.    | Sverige    | 5     | 39-40   | 9     |
| 3.    | Finland    | 5     | 28-16   | 6     |
| 4.    | Norge      | 5     | 19-21   | 4     |
| 5.    | Kasakhstan | 5     | 11-39   | 2     |
| 6.    | USA        | 5     | 02-46   | 0     |

### Placerings- og finalekampe
| Dato               | Kamp              | Resultat |
| ------------------ | ----------------- | -------- |
| Kamp om 5.-pladsen |                   |          |
| 6.2.               | Kasakhstan - USA  | 5-3      |
| Semifinaler        |                   |          |
| 6.2.               | Finland - Sverige | 6-2      |
| 6.2.               | Rusland - Norge   | 4-1      |
| Bronzekamp         |                   |          |
| 7.2.               | Sverige - Norge   | 9-1      |
| Finale             |                   |          |
| 7.2.               | Rusland - Finland | 5-0      |

### Samlet rangering
| VM 1999 | VM 1999    |
| ------- | ---------- |
| Guld    | Rusland    |
| Sølv    | Finland    |
| Bronze  | Sverige    |
| 4.      | Norge      |
| 5.      | Kasakhstan |
| 6.      | USA        |